# Valovno čelo
Valovna fronta je množica vseh točk do katerih je v določenem trenutku prispelo valovanje na svoji poti po sredstvu od izvora.
Pri širjenju sinusnega valovanja je to navidezna površina (geometrijsko mesto točk) na kateri imajo vse točke enako fazo. Valovna fronta je površina samo, če se valovanje širi v treh razsežnostih. Kadar pa se valovanje širi po površini, so valovne fronte krivulje oziroma premice. Z uporabo valovne fronte se opisuje širjenje valovanja kot je zvok ali elektromagnetno valovanje (svetloba, radijski valovi itd). V homogenem sredstvu, kjer se valovanje širi brez motenj, lahko ima valovna fronta obliko krogle ali ravnine. Valovna fronta se širi v smeri pravokotnice na površino valovne fronte (v smeri vektorja površine).

Oblika valovne fronte je odvisna od 
- oblike vira valovanja
- velikosti vira valovanja
- usmerjenosti vira valovanja
- lastnosti sredstva po katerem se valovanje širi (temperatura, gostota itd.)

Najbolj enostaven primer je širjenja valovanja v izotropnem in homogenem sredstvu. V takšnem sredstvu imajo valovne fronte obliko krogelne površine. Kadar valovna fronta izvira iz ene točke ali ima ponor v eni točki, je valovn afronta vedno krogelna (sferična).

Pri elektromagnetnem valovanju je vektor električnega in magnetnega polja tangencialen na valovno fronto v vsaki točki.

## Širjenje valovne fronte
Po Huygens-Fresnelovem načelu se vsaka točka lahko obravnava kot izvor valov. Zaradi tega lahko veljamo valovno fronto kot rezultat interference (sestavljanja ali superpozicije) elementarnih koherentnih valov. To načelo uporabljamo za določanje valovne fronte pri gibanju poljubne vrste valov skozi sredstvo (primeri : zvok, svetloba, curek elektronov itd). S tem načelom lahko pojasnimo tudi lom in uklon valovanja.

Krogelna valovna fronta ima okroglo obliko, če se energija enakomerno širi v vse smeri. Smer pretoka energije je vedno pravokotna na valovno fronto. Ta smer se imenuje smer žarka. Žarek torej kaže smer širjenja valovanja.
Optične sisteme lahko opišemo z Maxwellovimi enačbami.
Najenostavnejša oblika valovne fronte je ravnina. Pri tej obliki valovne fronte so žarki vzporedni med seboj. Velikokrat lahko kot približek vzamemo ravno valovanje. Primer: žarki, ki prihajajo iz Sonca imajo krogelno valovno fronto s polmerom 1 a.e. in jih lahko štejemo za ravne valove (vzporedni žarki).

## Aberacija valovne fronte
Z določanjem prehoda valovne fronte skozi optične sisteme lahko izboljšamo delovanje optičnih naprav. Vsaka leča ima zaradi debeline in notranjih nepravilnosti napake. Napake leč se kažejo tudi v tem, da leča nima gorišča samo v eni točki. Ta vrsta napake se imenuje sferna aberacija. Površina leče je zaradi načina izdelave krogelna, čeprav bi morala biti idealna leča nekrogelna (asferična). Med najbolj znanimi napakami zaradi aberacije sta sferna aberacija in koma (optika). V realnih velikih teleskopih pride do večjih popačenj valovne fronte. Odmike od idealne valovne fronte imenujemo tudi aberacija valovne fronte.

## Senzor valovne fronte
S senzorji valovne fronte poskušamo v optičnih sistemih odpraviti popačenja slike zaradi aberacije valovne fronte. Senzorji izmerijo odmik od idealne valovne fronte in posebne naprave poskušajo z vplivom na optični sitem te napake zmanjšati na minimum. To tehnologijo imenujemo adaptivna optika. Podobna tehnologija se uporablja tudi za določanje aberacije v človeškem očesu.

Najbolj znan in uporabljan senzor valovne fronte je Shack-Hartmanov senzor, ki za zaznavanje valovne fronte uporablja skupino majhnih leč.

## Vrsta valovnih front
Po obliki so najpogostejše valovne fronte :
- ravninske
- valjaste (cilindrične)
- krogelne (sferične)
- elipsoidne
- paraboloidne

Oblika valovne fronte je odvisna iz izvora valovanja.